# Otfried Preussler
Otfried Preußler (ur. 20 października 1923 w Libercu  jako Otfried Syrowatka, zm. 18 lutego 2013 w Prien am Chiemsee) – niemiecki pisarz, autor literatury dziecięcej niemieckiego obszaru językowego.

## Życiorys

### Dzieciństwo
Przodkowie Preußlera pochodzili z Czech, a ich rodowód sięga aż do XV w. Wielu z nich zajmowało się  wyrabianiem przedmiotów ze szkła oraz rolnictwem. Rodzice Preußlera byli nauczycielami, a ojciec, Josef Syrowatka, który w 1941 roku zmienił nazwisko na Preußler – nawiązując do nazwiska przodków Preißler – interesował się dodatkowo etnologią i badał kulturę swojego regionu. Młody Preußler często towarzyszył ojcu w wędrówkach, w trakcie których poznawał historię regionu gór Izerskich oraz słuchał lokalnych legend, których elementy wykorzystywał później w swojej twórczości. Największy wpływ na twórczość Preußlera miała jednak jego babcia Dora, która w dzieciństwie opowiadała mu historie bazujące na tradycji ludowej. Jak powiedział sam Preußler: „książka z opowieściami babci, która w rzeczywistości nigdy nie istniała, jest dla mnie najważniejszą ze wszystkich książek, z jakimi miałem do czynienia w swoim życiu” („Das Geschichtenbuch meiner Großmutter, das es in Wirklichkeit überhaupt nicht gegeben hat, ist das wichtigste aller Bücher für mich, mit denen ich je im Leben Bekanntschaft gemacht habe.”). Dzięki tak wielu literackim bodźcom Preußler zaczął pisać już jako dwunastoletnie dziecko.
Preußler uczęszczał do Rudolphschule w Libercu. Jego ulubionymi przedmiotami były języki obce oraz język niemiecki. Jego marzeniem było zostać profesorem historii terytorium niemieckiego na Uniwersytecie Karola w Pradze.

### Wcielenie do wojska i niewola
Po maturze w 1942 roku, którą zdał z wyróżnieniem, Preußler został powołany do Wehrmachtu i wysłany na front wschodni. W roku 1944 trafił do radzieckiej niewoli i był przetrzymywany w wielu różnych obozach, m.in. w Jelabudze w Tatarstanie. W tym czasie chorował na tyfus, malarię i gorączkę plamistą.
Po wyjściu z niewoli w 1949 roku zamieszkał w miasteczku Rosenheim w Górnej Bawarii, gdzie odnalazł swoich wypędzonych z Liberca krewnych oraz ukochaną Anneliese Kind. W tym samym roku ożenił się z nią – para miała trzy córki.

### Studia i praca
Preußler zdecydował się zostać nauczycielem. W trakcie studiów dorabiał jako lokalny reporter. Pisał też historyjki do programów radiowych dla dzieci. W latach 1951–53 zdobył kwalifikacje nauczyciela i do 1971 roku pracował jako dyrektor szkoły podstawowej. Potem został rektorem w szkole w Stephanskirchen w Bawarii, która została później nazwana jego imieniem.

## Twórczość
Jako pisarz zadebiutował w 1950 roku utworem Der Roßdieb von Fünsing. Bestsellerem okazało się dopiero opowiadanie Der kleine Wassermann wydane w 1956, które w Polsce ukazało się w 2012 roku pod tytułem Przygody Małego Wodnika. Największą sławę przyniosło mu stworzenie w 1959 roku postaci Rozbójnika Hotzenplotza, bohatera cyklu Rozbójnik Hotzenplotz (niem. Der Räuber Hotzenplotz), który został wydany w Polsce w 2012 roku. Jego najbardziej znaną powieścią przeznaczoną dla starszego czytelnika jest wydany w 1971 roku Krabat, który w Polsce ukazał się w roku 1976.  
W swojej twórczości Preußler starał się nie tylko pobudzić wyobraźnię młodych czytelników, ale chciał też nauczyć ich przezwyciężania lęków przy pomocy śmiechu, fantazji, solidarności i przyjaźni. Z tego powodu jego historie zawsze mają dobre zakończenie.
Preußler napisał łącznie 32 książki dla dzieci. Jest on obecnie jednym z najbardziej popularnych autorów literatury dziecięco-młodzieżowej. W samych tylko Niemczech jego książki osiągnęły nakład 8 mln egzemplarzy, na świecie liczba ta przekracza 15 mln i zostały przetłumaczone na ponad 55 języków.

## Krytyka
W 1968 roku Ottfried Preußler spotkał się z falą krytyki. Zarzucano mu, że w swoich historiach umieszcza jedynie fantastyczne postacie czarownic, duszków, wodników, które nie są odpowiednie dla dzieci żyjących na przełomie XX/XXI w. Krytycy oczekiwali bardziej „dojrzałego” podejścia do literatury dziecięcej. Preußler nie miał jednak zamiaru zmieniać charakteru swoich opowiadań. Twierdził, że taki sposób opowiadania historii jest nie tylko odpowiedni, ale i odgrywa bardzo ważną rolę, gdyż zdolność do snucia marzeń i fantazjowania jest unikalną zdolnością każdego człowieka. 

## Spuścizna
Dorobek literacki Preußlera oraz jego korespondencja znajdują się w Bibliotece Państwowej w Berlinie. Zbiory te, liczące łącznie 113 pudeł, zostały przekazane w przez córkę Preußlera Susanne Preußler-Bitsch. Dzień, w którym zostały udostępnione, został nazwany dniem Otfrieda Preußlera i jest świętowany do dziś na pamiątkę wkładu pisarza w rozwój kultury.
Korespondencja pisarza ze szwedzką autorką książek dla dzieci Astrid Lindgren została przeniesiona do prywatnego archiwum Biblioteki Królewskiej w Sztokholmie.
W 2013 roku imieniem Ottfried Preußlera zostało nazwane gimnazjum państwowe w Pullach.

## Recepcja w Polsce
Pierwsze dzieła Otfrieda Preußlera ukazały się w Polsce 1960 roku, gdy wydawnictwo Nasza Księgarnia wydało Malutką Czarownicę w tłumaczeniu Hanny i Andrzeja Ożogowskich. W następnych latach Nasza Księgarnia wydała kolejne utwory Preußlera (Krabat, tłum. Janina Zeltzer i Krzysztof Radziwiłł, 1976; Mały duszek, tłum. Hanna i Andrzej Ożogowscy, 1979; Hubert w wielkim kapeluszu, tłum. Hanna i Andrzej Ożogowscy, 1986; Hubert i jego przyjaciel Kudłacz, tłum. Andrzej Ożogowski, 1988).
Kolejne pozycje tego autora zostały wydane przez wydawnictwo Bona. W 2011 roku ukazał się wznowiony Mały Duszek w tłumaczeniu Hanny i Andrzeja Ożogowskich, z ilustracjami Franza Josefa Trippa, oraz wznowienie Krabata (tłum. Janina Zeltzer i Krzysztof Radziwiłł, ilustracje Katarzyna Bajerowicz). W 2012 roku zostały wydane: Przygody Małego Wodnika (tłum. Joanna Borycka – Zakrzewska, ilustracje Winnie Gebhardt) oraz Rozbójnik Hotzenplotz (tłum. Joanna Borycka – Zakrzewska, ilustracje Franz Josef Tripp).
Nakładem wydawnictwa Dwie Siostry, w 2009 roku, w ramach serii Mistrzowie Ilustracji, ukazało się nowe wydanie Malutkiej Czarownicy (tłum. Hanny i Andrzeja Ożogowskich) z ilustracjami Danuty Konwickiej. Wydanie to zostało wznowione w 2011 roku.
Poza wieloma wydaniami w formie książkowej, Malutka Czarownica jest również chętnie wystawiana w polskich teatrach m.in. w: Teatrze im. J. Słowackiego w Krakowie (2008); Teatrze Animacji w Poznaniu (2009); Teatrze Groteska w Krakowie (2010).

## Publikacje
- 1943/44: Erntelager Geyer (powieść Hitlerjugend, ukazała się nakładem Berliner Verlag Junge Generation)
- 1951: Das kleine Spiel vom Wettermachen
- 1951: Das Spiel vom lieben langen Jahr
- 1951: Der fahrende Schüler im Paradies
- 1951: Kasperl hat ein gutes Herz
- 1951: Frau Nachbarin, Frau Nachbarin, wo will sie mit den Blumen hin?
- 1951: Der Perserschah
- 1951: Es geistert auf der Mitteralm
- 1951: Lieb Nachtigall, wach auf
- 1951: Lustig ist die Fasenacht
- 1951: Dass die Lieb’ nicht vergeht, dass die Treu sich bewährt. Ein Polterabendspielchen für Kinder
- 1951: Das fremde Bleichgesicht
- 1953: Das Spiel von den sieben Gesellen
- 1954: Ei guten Tag, Frau Base
- 1956: Der kleine Wassermann (Przygody Małego Wodnika, tłum. Joanna Borycka – Zakrzewska, wyd. Bona, 2012)
- 1957: Die kleine Hexe (Malutka Czarownica, tłum. Hanna Ożogowska i Andrzej Ożogowski, wyd. Nasza Księgarnia, 1960)
- 1958: Bei uns in Schilda.
- 1958: Thomas Vogelschreck.
- 1962: Kater Mikesch
- 1962: Der Räuber Hotzenplotz (Rozbójnik Hotzenplotz, tłum. Joanna Borycka – Zakrzewska, wyd. Bona, 2012)
- 1966: Das kleine Gespenst (Mały Duszek, tłum. Hanna Ożogowska i Andrzej Ożogowski, wyd. Bona, 1979)
- 1968: Die Abenteuer des starken Wanja
- 1968: Das Geheimnis der orangenfarbenen Katze
- 1969: Neues vom Räuber Hotzenplotz
- 1969: Kater Schnurr mit den blauen Augen
- 1971: Krabat (Krabat, tłum. Janina Zeltzer i Krzysztof Radziwiłł, wyd. Nasza Księgarnia, 1976)
- 1972: Die dumme Augustine
- 1973: Hotzenplotz 3
- 1975: Das Märchen vom Einhorn
- 1978: Die Flucht nach Ägypten. Königlich böhmischer Teil
- 1981: Hörbe mit dem großen Hut (Hubert w wielkim kapeluszu, tłum. Hanna Ożogowska i Andrzej Ożogowski, wyd. Nasza Księgarnia, 1986)
- 1981: Pumphutt und die Bettelkinder
- 1983: Hörbe und sein Freund Zwottel (Hubert i jego przyjaciel Kudłacz, tłum. Andrzej Ożogowski, wyd. Nasza Księgarnia, 1988)
- 1984: Der goldene Brunnen. Ein Märchenspiel
- 1985: Kindertheaterstücke
- 1985: Der Engel mit der Pudelmütze. Sechs Weihnachtsgeschichten
- 1987: Herr Klingsor konnte ein bißchen zaubern.
- 1988: Zwölfe hat’s geschlagen.
- 1989: Dreikönigsgeschichten. Die Krone des Mohrenkönigs / Das Lied der Zikade
- 1989: Die Glocke von grünem Erz
- 1990: Jahrmarkt in Rummelsbach.
- 1993: Mein Rübezahlbuch.
- 1993: Das Eselchen und der kleine Engel.
- 1993: Brot für Myra. Eine Geschichte vom heiligen Nikolaus
- 1995: Die Glocke von Weihenstetten
- 1995: Die Zenzi mit dem Wackelzahn. Z ilustracjami Rolfa Retticha
- 1996: Vom Drachen, der zu den Indianern wollte
- 1997: Der Engel mit der Pudelmütze. Sechs Weihnachtsgeschichten.
- 2000: Das große Balladenbuch (we współpracy z Heinrichem Pleticha i Friedrichem Hechelmann)
- 2001: Dreizehn Geschichten von Hexen und Zaubermeistern.
- 2001: Dreizehn Geschichten von Schätzen und ihren Hütern.
- 2001: Wasserschratz und Tatzenkatze.
- 2001: Wo steckt Tella? Z ilustracjami Petra Probsta.
- 2002: Eins, zwei, drei im Bärenschritt.
- 2002: Dreizehn Geschichten von armen Seelen und mancherlei Geisterspuk.
- 2010: Ich bin ein Geschichtenerzähler, wydane przez Susanne Preußler-Bitsch i Regine Stigloher.
- 2011: Der kleine Wassermann – Frühling im Mühlenweiher, wydane przez Preußlera, Daniela Nappa i Regine Stigloher.
- 2013: Der kleine Wassermann – Sommerfest im Mühlenweiher, wydane przez Preußlera, Daniela Nappa i Regine Stigloher.
- 2014: Der kleine Wassermann – Herbst im Mühlenweiher, wydane przez Preußlera (pośmiertnie), Daniela Nappa i Regine Stigloher.
- 2016: Das kleine Gespenst – Tohuwabohu auf Burg Eulenstein, wydane przez Preußlera (pośmiertnie), Daniela Nappa i Susanne Preußler-Bitsch.

## Ekranizacje
Wiele z utworów Preußlera zostało sfilmowanych, niektóre nawet kilka razy. Do najbardziej znanych ekranizacji jego książek należą Uczeń czarnoksiężnika (2008), którego reżyserem jest Marco Kreuzpainter oraz Mały Duszek (2013) Alaina Gsponera.
- 1964: Kater Mikesch (serial telewizyjny w formie teatrzyku kukiełkowego)
- 1967: Der Räuber Hotzenplotz (film)
- 1968: Die Abenteuer des starken Wanja (serial telewizyjny w formie teatrzyku kukiełkowego)
- 1969: Das kleine Gespenst (serial telewizyjny w formie teatrzyku kukiełkowego)
- 1969: Die kleine Hexe (serial telewizyjny w formie teatrzyku kukiełkowego)
- 1974: Der Räuber Hotzenplotz
- 1975: Die kleine Hexe (serial telewizyjny w formie teatrzyku kukiełkowego)
- 1977: Krabat
- 1979: Neues vom Räuber Hotzenplotz
- 1983: Die kleine Hexe
- 1985: Kater Mikesch (serial telewizyjny w formie teatrzyku kukiełkowego)
- 1986: Die kleine Hexe
- 1986: Kleine Baba Jaga
- 1987: Geist von Eulenberg
- 1991: Kleine Hexe
- 1992: Das kleine Gespenst
- 1993: Die dumme Augustine
- 2006: Der Räuber Hotzenplotz
- 2008: Krabat (Uczeń czarnoksiężnika)
- 2013: Duszek (Das kleine Gespenst)
- 2016: Die kleine Hexe